# سیارک ۲۰۱۶۴
سیارک ۲۰۱۶۴ (به انگلیسی: 20164 Janzajic، نامگذاری:1996VJ2) بیست هزار و صد و شصت و چهارمین سیارک کشف شده‌است که در ۹ نوامبر ۱۹۹۶ کشف شد.
قدر مطلق سیارک برابر ۱۲٫۳ است.